# Banque du Commonwealth du Kentucky
La Banque du Commonwealth du Kentucky est une institution bancaire créée le 29 novembre 1820 par une loi de l'Assemblée générale du Kentucky.

## Histoire
La banque est créée en 1820 sous l'impulsion du gouverneur du Kentucky John Adair en réponse à la crise bancaire de 1819. 